# Reserva Natural de Kuiaru
A Reserva Natural de Kuiaru é uma reserva natural localizada no condado de Pärnu, na Estónia.
A área da reserva natural é de 222 hectares.
A área protegida foi fundada em 2007 para proteger tipos de habitat valiosos e espécies ameaçadas na aldeia de Võlla (na antiga freguesia de Are) e na aldeia de Kuiaru (na antiga freguesia de Tori).